# Chiesa di San Giorgio (Lurago Marinone)
La chiesa di San Giorgio è la parrocchiale di Lurago Marinone, in provincia di Como ed arcidiocesi di Milano; fa parte del decanato di Appiano Gentile
L'edificio, costruito nel XVII secolo, è situato nel centro del paese, in corrispondenza dell'incrocio delle quattro vie principali (Via Amuzio, Via Litta Rusca, Piazza Roma e Via Risorgimento).

## Origini
Non sono presenti documenti grazie ai quali è possibile risalire ad una data certa riguardante l'inizio di edificazione della chiesa parrocchiale di Lurago Marinone. I libri parrocchiali registrano i fatti e gli avvenimenti a partire dal 1565, anno nel quale i decreti del Concilio Tridentino ebbero forza di legge mediante la bolla Benedictus Deus, di papa Pio IV. Tuttavia ciò non pregiudica l'antichità della parrocchia di Lurago, perché nei decreti del Concilio tridentino venne imposto che in tutte le parrocchie venissero redatti i registri di battesimo, matrimonio e morte. Tale usanza non era presente in molte parrocchie e venne introdotta solo dopo la creazione di nuovi impedimenti matrimoniali e di fronte al verificarsi della presenza di matrimoni invalidi. Potrebbe essere dunque che a Lurago Marinone fossero omesse le registrazioni da anni. Architettura e dipinti della chiesa parrocchiale ci consentono però di dedurre che la costruzione risale al 1000. Nella chiesa sono inoltre state ritrovate alcune parti muro databili al VII secolo.
Non si conosce neppure alcun nome di parroco prima del 1570, per mancanza di documenti o registrazioni al riguardo in archivio. Da alcuni atti però si rileva che nel 1560 (cinque anni prima della compilazione dei registri parrocchiali) la parrocchia era governata da un certo padre Pietro Galli a cui viene attribuito il titolo di vicecurato. Poiché negli atti matrimoniali non indica d'aver celebrato i matrimoni con licenza del parroco, come esige ad validitatem il Tridentino, è assai probabile che il suddetto Pietro Galli fosse vicario spirituale in cura vacante.
Questo sacerdote venne poi nominato parroco di Lurago nel 1570, governando la parrocchia a dispetto della peste, che aveva fatto strage dei Luraghesi dal 1585 fino al 1589, anno in cui morì. Durante la sua reggenza venne in visita pastorale il cardinale Carlo Borromeo, il quale, trovando la chiesa parrocchiale troppo lontana dal centro del paese, comandò che fosse edificata una nuova chiesa più vasta, in posizione più comoda per gli abitanti.
La chiesa nuova venne difatti edificata l'anno seguente dalla munificenza dei Rusca, nel luogo in cui sorgeva una piccola cappella detta Madonna di San Rocco. Parte di questa, tra cui le mura laterali coi relativi dipinti della Vergine e di San Rocco, sono ancora visibili nella Parrocchiale a sinistra, davanti al Battistero.
A don Carlo Francesco Carrera di Gallarate, parroco nel 1667, si deve il possesso della venerata reliquia del corpo di san Valentino Martire, uno dei corpi santi prelevati dalle catacombe di Priscilla.

## Descrizione
La pianta è articolata in una navata centrale con abside rettangolare, sui fianchi della navata sorgono delle cappelle laterali, due per lato.
Il presbiterio è in posizione rialzata rispetto alla navata, pertanto vi si accede salendo sei gradini. L'altar maggiore è in marmo policromo.
L'abside è coperto da una cupola, su cui sono raffigurati gli evangelisti con i loro simboli. Sulle volte della navata centrale sono dipinti angeli e santi e vi è un affresco raffigurante la Madonna.
La facciata della chiesa presenta un profilo a salienti, più alto al centro ove chiude la navata, mentre i campi laterali, separati da lesene ioniche, corrispondono alle cappelle laterali. Il grande portale in pietra è sormontato da un timpano curvilineo; al centro si trova un affresco ovale con san Giorgio a cavallo. Più in alto dà luce alla chiesa una finestra rettangolare racchiusa in una cornice ornata. Agli angoli si trovano le statue di Sant'Ambrogio, a sinistra, e di San Carlo, a destra.